# ظناية
ظَنَّايَة (الاسم العلمي: Lamprima)، جنس حشرات خاشبة من غمديات الأجنحة وفصيلة الحنظبيات، تضم خمسة أنواع أربعة منها توجد في أستراليا ونوع واحد في غينيا الجديدة.

## الأنواع
| الذكر | الأنثى | اليرقة | الاسم العلمي                       | التوزيع        |
| ----- | ------ | ------ | ---------------------------------- | -------------- |
|       |        |        | Lamprima adolphinae (Gestro, 1875) | غينيا الجديدة  |
|       |        |        | Lamprima aenea Fabricius, 1792     | جزيرة نورفولك  |
|       |        |        | Lamprima aurata Latreille, 1817    | أستراليا       |
|       |        |        | Lamprima imberbis Carter, 1926     | نيوساوث ويلز   |
|       |        |        | Lamprima insularis Macleay, 1885   | جزيرة لورد هاو |